# Castillo de Fougères
El castillo de Fougères (en francés: château de Fougères) es uno de los más imponentes châteaux forts (castillos) franceses, un amplio conjunto medieval —más de dos hectáreas— de los siglos XII al XV. El castillo se encuentra en la parte occidental de la ciudad amurallada de Fougeres, en Bretaña, en el departamento de Ille-et-Vilaine. El castillo está construido sobre un sitio naturalmente protegido, un roquedo que emergía de un área pantanosa, rodeado por un bucle del pequeño río Nançon, un afluente del Couesnon, que actuaba como un verdadero foso natural.
Está clasificado como monumento histórico: el castillo fue objeto de una clasificación en la lista de 1862 y diario oficial de 18 de abril de 1914; los terrenos de propiedad municipal con una superficie de 1,95 áreas adyacentes a la barbacana oeste del castillo, limitados por la rue du Château, la carretera de Rennes y la pradera de Palestina, fueron objeto de una clasificación por orden de 4 de julio de 1928; el foso y el antiguo foso y los terrenos ubicados en las inmediaciones y los edificios construidos sobre estos terrenos incluyendo la casa del guarda están sujeto a clasificación por una orden de 26 de febrero de 1953. El castillo está inscrito como sitio arqueológico desde el 18 de abril de 1914.
Actualmente, el castillo de Fougères está en estado de ruinas restauradas y se ha acondicionado un recorrido turístico.

## Historia
El primer castillo del siglo XI que pertenecía a la familia de Fougères fue arruinado en 1166 tras el asedio de Enrique II de Plantagenêt. Fue desmantelado y su donjon  arrasado. Raoul II lo reconstruyó hacia 1173.
Raoul III rindió homenaje de Fougères a Luis IX. Pierre de Dreux, llamado Mauclerc, se apoderó de Fougères por sorpresa en 1231, pero Luis IX, a la cabeza de su ejército, retomó la ciudad. Raoul III fue compañero de armas de Luis IX durante la Séptima Cruzada y murió en 1256.
Su única hija, Jeanne, que se casó con Hugues XII de Lusignan (nieto de Pierre Mauclerc) en enero de 1253 en Savigny, la convirtió en châtelaine, construyó las grandes torres Melusina y Gobelins (duendes), y dotó a la ciudad de puertas fortificadas y murallas.
Philippe le Bel, rey de Francia, confiscó la baronía de Fougères en 1307.
Jean de Montfort, duque de Bretaña, se asentó aquí pero Bertrand du Guesclin se apoderó de Fougères que retornó a Pierre d'Alençon en 1373. En 1428, Jean II d'Alençon, duque de Alençon vendió el castillo de Fougeres al duque de Bretaña para pagar su rescate. En marzo de 1449, en plena tregua entre Francia e Inglaterra, François de Surienne, un mercenario español a sueldo de los ingleses, atacó la ciudad en plena noche con 600 hombres. Los habitantes fueron masacrados y la villa fue saqueada. En 1450 Surienne se asentó allí y se atrincheró. Solo después de dos meses de asedio por parte del duque de Bretaña Francisco I, ayudado por una epidemia de peste, Surienne se rindió.

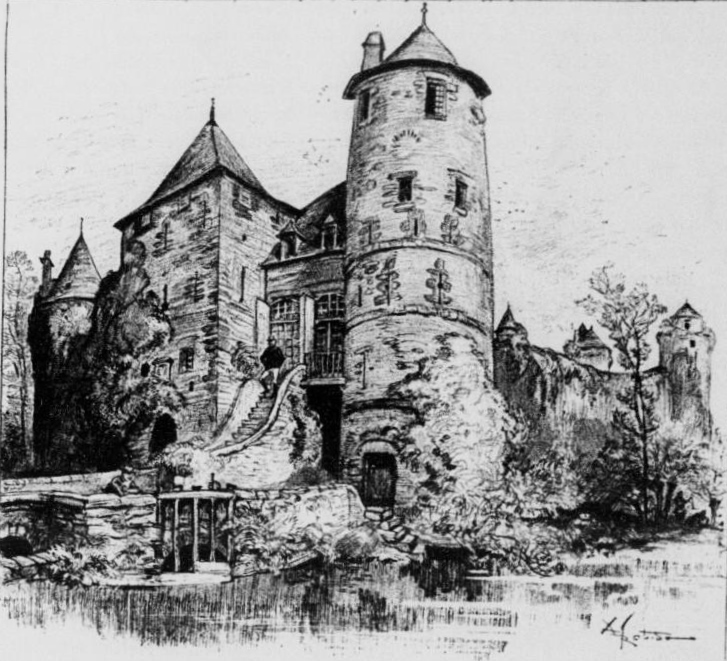
La entrada del castillo de Fougères hacia 1900 (litografía de Albert Robida.)

Las fortificaciones se incrementaron aún más, en particular, por Pierre II en el siglo XV. El castillo fue dotado con dos torres rechonchas, la «Françoise» y la «Tourasse». En 1488, La Tremoille,  teniente general de los ejércitos reales, tomó el castillo en una semana a pesar de una defensa formada por 3000 hombres y el rey de Francia dejó una guarnición en Fougères, una vez anexionada al reino de Francia, en 1491.

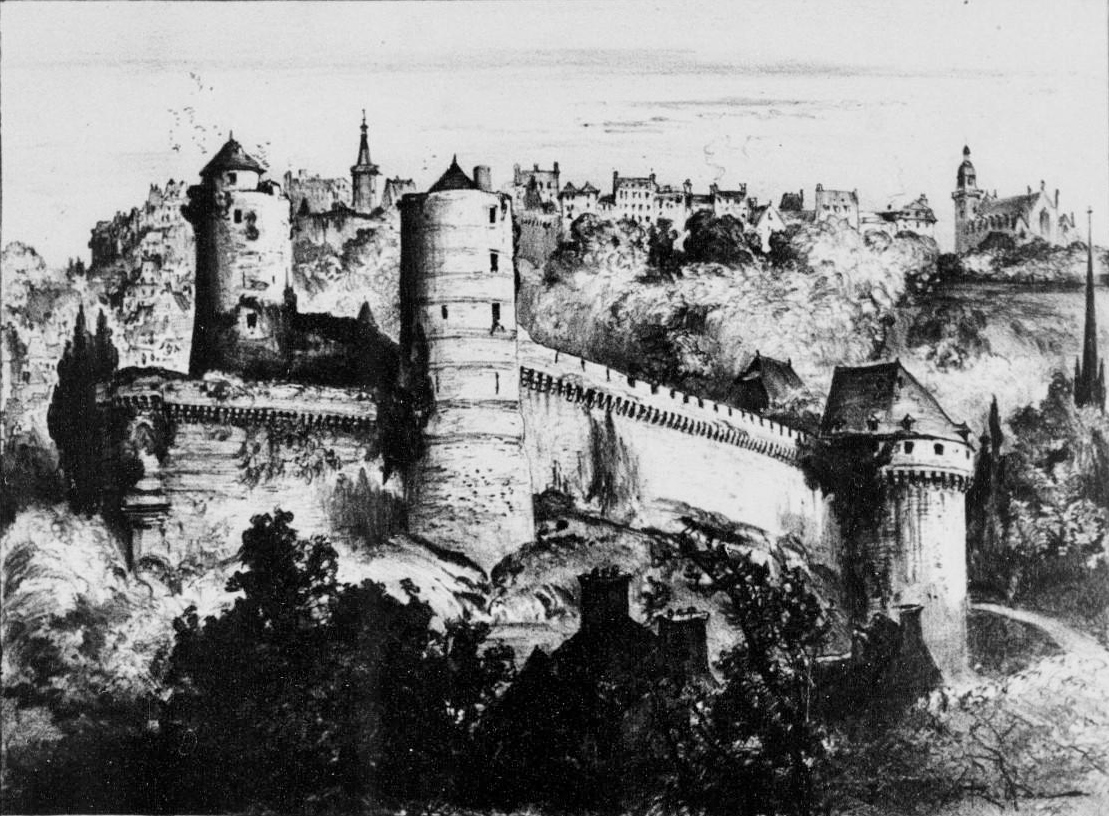
El castillo de Fougères hacia 1900 (litografía de Albert Robida.)

Diana de Poitiers la recibió de Enrique II en 1547. Se convirtió en sede de los gobernadores de Fougères. El último asalto al castillo fue cuando el duque de Mercoeur, gobernador de Bretaña, miembro de la liga, en rebelión contra Enrique III, se refugió allí.
Finalmente, en 1793, el castillo fue tomado por los chuanes y los vendéens. La casa del siglo XIV fue destruida alrededor de 1810. 

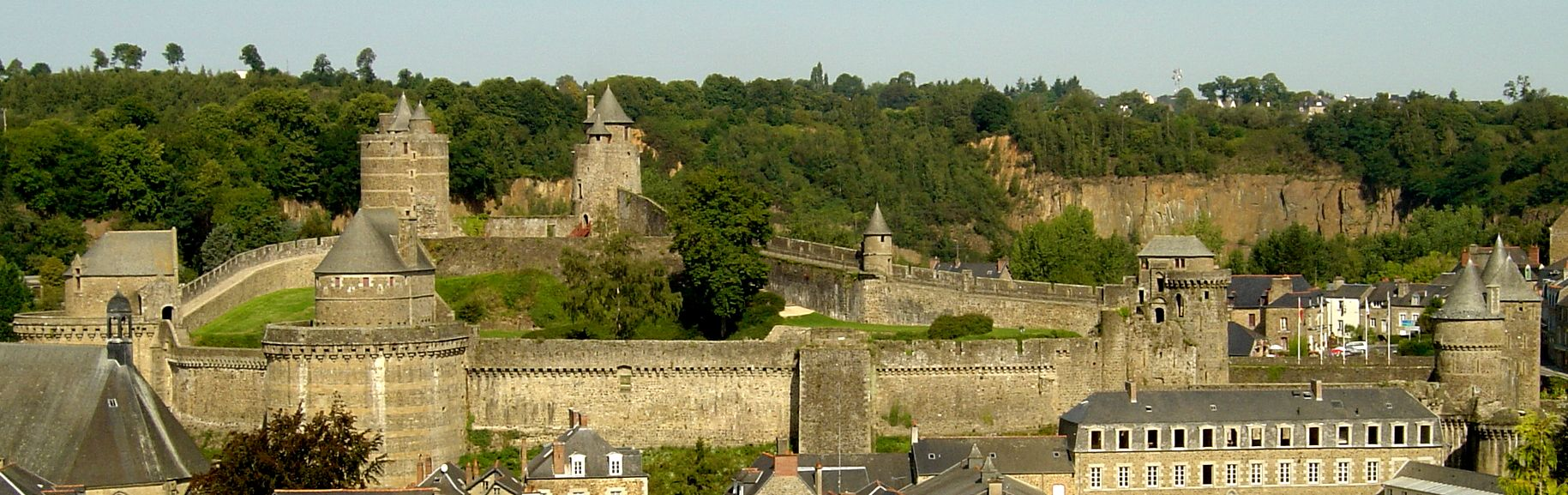
Vista panorámica.

En octubre de 1828, Honoré de Balzac pasó varias semanas en Fougères en casa de Gilbert de Pommereul. Visitó el castillo y toda la región para tener inspiración para su novela  Les Chouans, publicado en 1829.
Victor Hugo, en Quatrevingt-Treize (1879), se inspiró en la torre Melusina que describió en detalle: es la «Tourgue» de Hugo. 

une haute et large tour, à six étages, percée çà et là de quelques meurtrières, ayant pour entrée et pour issue unique une porte de fer donnant sur un pont-châtelet

. En el suelo se encuentra la reja por la que es visible el famoso calabozo, a veces prisión, a veces despensa.

## Descripción
El castillo feudal de Fougeres es un verdadero compendio de la arquitectura militar construida a lo largo de 400 años: las primeras torres fueron cuadradas y tuvieron un verdadero papel defensivo, pero pasivo; las torres circulares ya permitían que los defensores no temiesen los puntos ciegos al tirar; las torres en forma de herradura protegían hábilmente las bases de las torres y tenían suficiente espacio para arqueros y ballesteros.
Las murallas están muy bien conservadas y forman tres recintos. Aunque la casa señorial está en ruinas, las torres se elevan todavía majestuosamente. Algunas se pueden visitar: la torre cuadrada de La Haya-Saint-Hilaire (siglo XII), que da acceso al «basse cour», la torre Raoul (siglo XV), la torre Melusina (siglo XIV) y a la torre del Hallay. La chatelet está defendida por las torres Melusina y de los Gobelinos (en francés, duendes).
La obra estructural es de granito y esquisto, montada en piedra tallada y un aparejo mixto. Las cubiertas son de pizarra. Las torres de la entrada y de Coigny datan de finales del siglo XII. En el siglo XV la torre de Amboise (poterna), y después, las torres Raoul y Surienne completaron las fortificaciones. Estas últimas se reformaron en 1481.
Propiedad desde 1820 de la familia de Pommeureul, el castillo fue vendido al municipio por la suma de 80 000 francos-oro   (alrededor de 282 000 euros en la actualidad) en 1892.

### Visitas
El castillo de Fougères está en estado de ruinas restauradas.

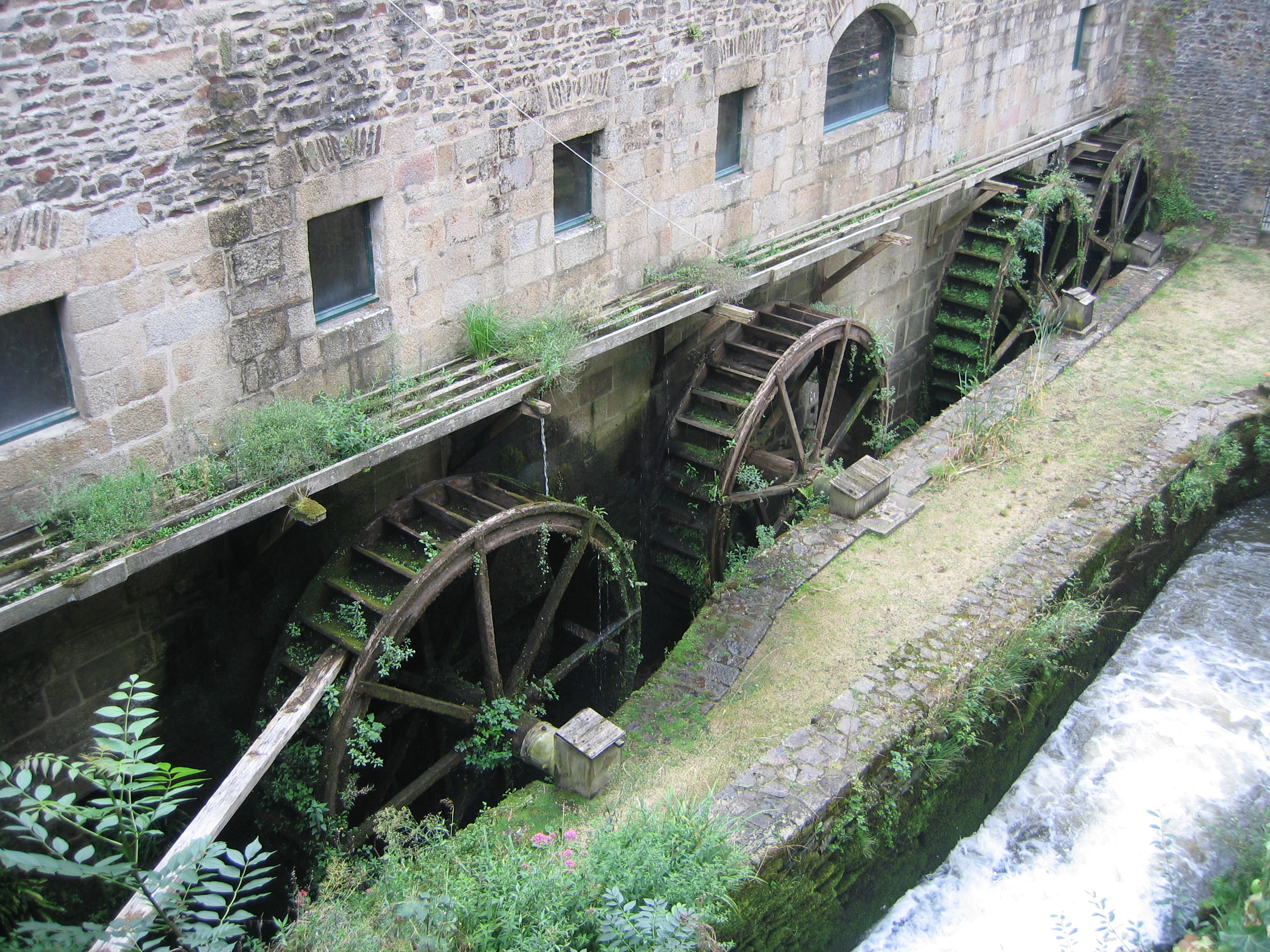
El molino de agua de cuatro ruedas.

En 2009-2010, se acondicionó un nuevo recorrido turístico en las tres torres principales, sobre el tema de las «Marcas de Bretaña». Este recorrido fue diseñado por el arquitecto de patrimonio Regis Ribet, de la agencia Softage (Le Loroux-Bottereau, 44), y por Agnes Badiche, escenógrafo de La Rochelle. En la entrada, hay un molino de agua con cuatro ruedas que acaban de ser restauradas y todavía funcionan; una de ellas hace girar un generador eléctrico. Este molino se encuentra por debajo de la conserjería. Al acondicionar la nueva ruta escénica, el edificio fue completamente revisado y acondicionado para convertirse en entrada del castillo, acogiendo las taquillas, una tienda, una sala de proyecciones y un espacio educativo. Estos trabajos, que permitieron la accesibilidad de personas de movilidad reducida, fue diseñado e implementado por Régis Ribet. El acceso a la cortina oeste permite observar la ciudad alta.
Un sello postal de Francia que representa el castillo se emitió el 18 de enero de 1960.

### Galería de imágenes

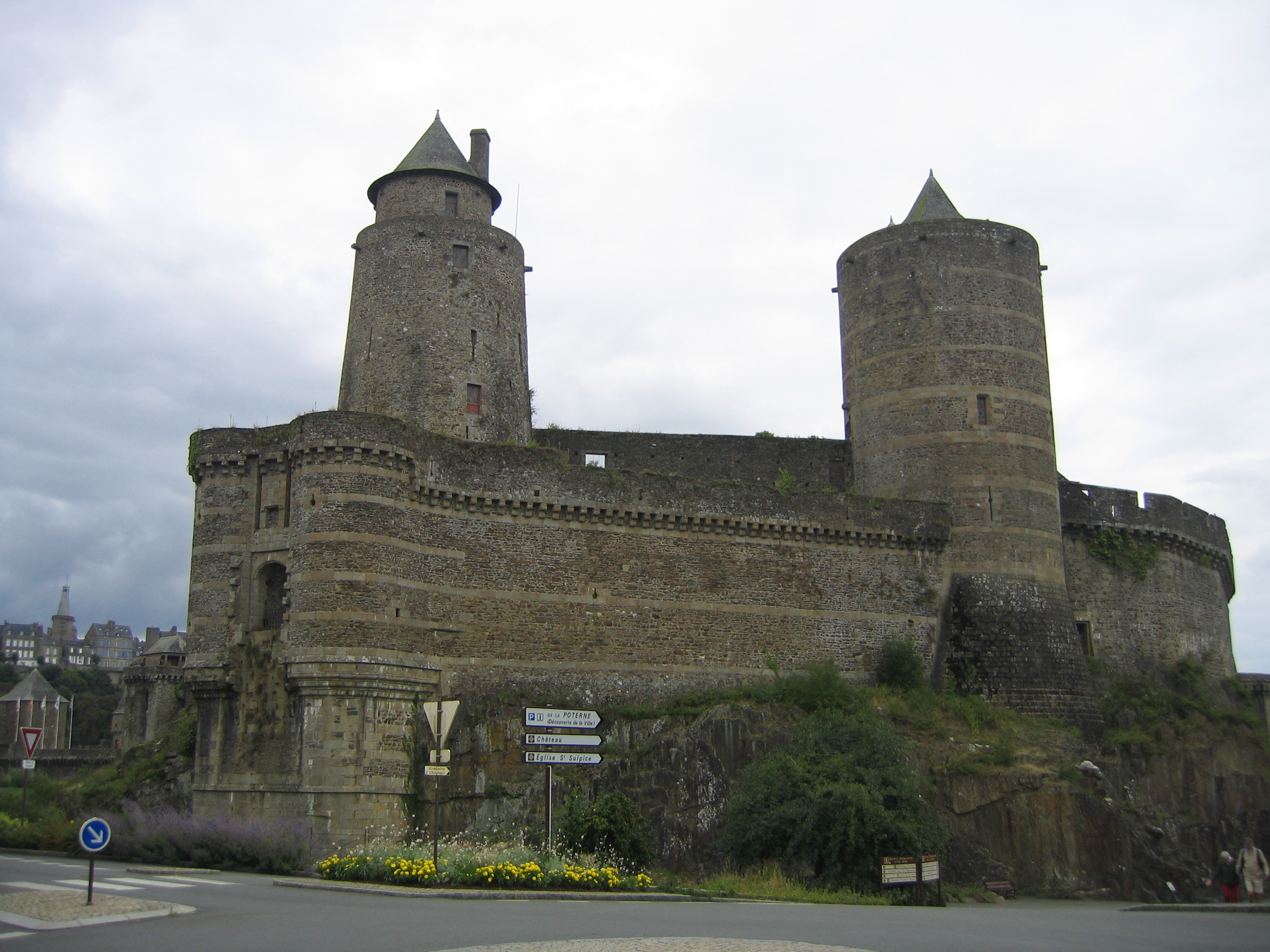
Las torres y la poterna de Amboise del siglo XV
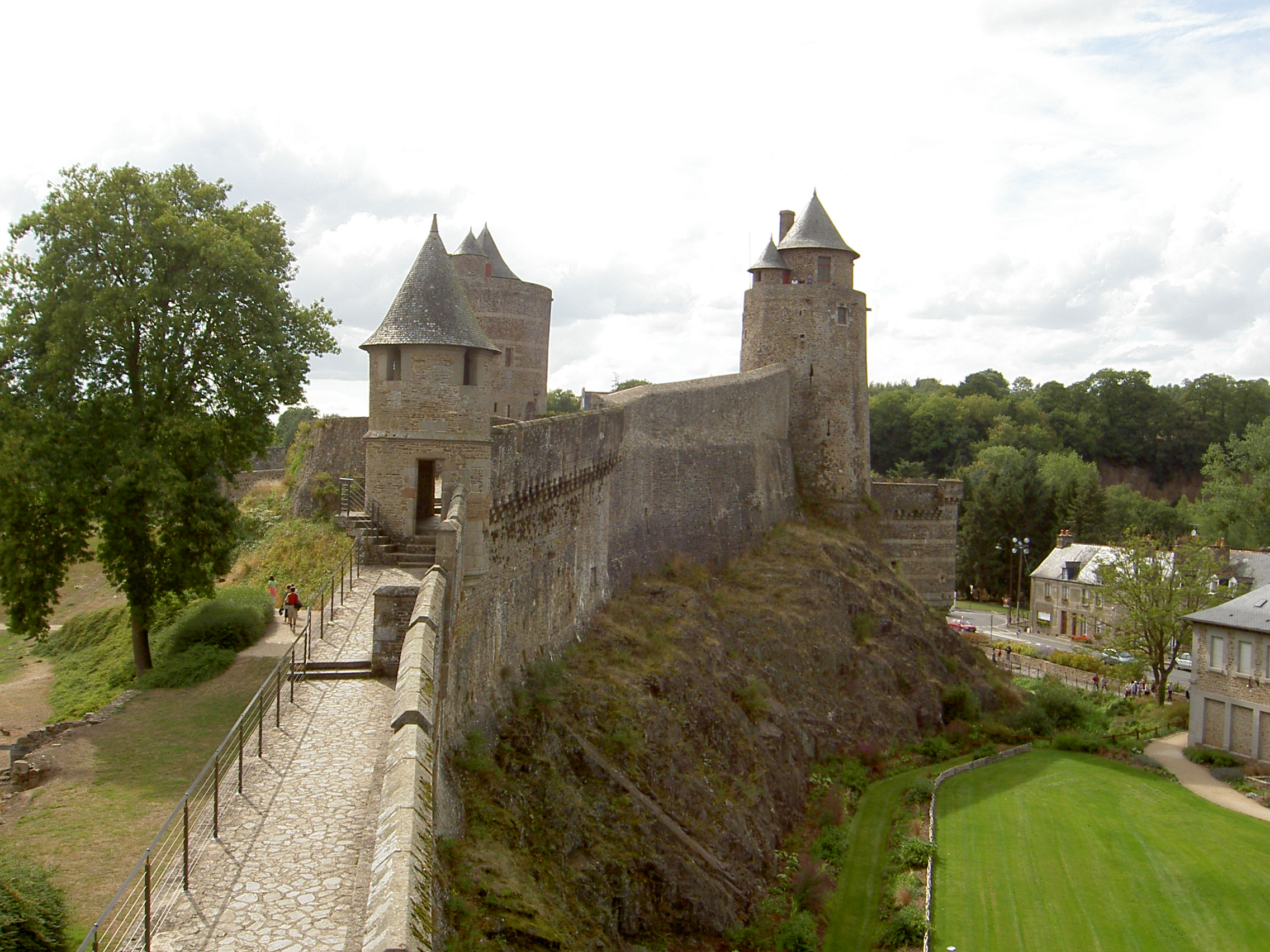
La torre de Guibé, detrás, la torre Mélusiney a la derecha, la torre del gobelino
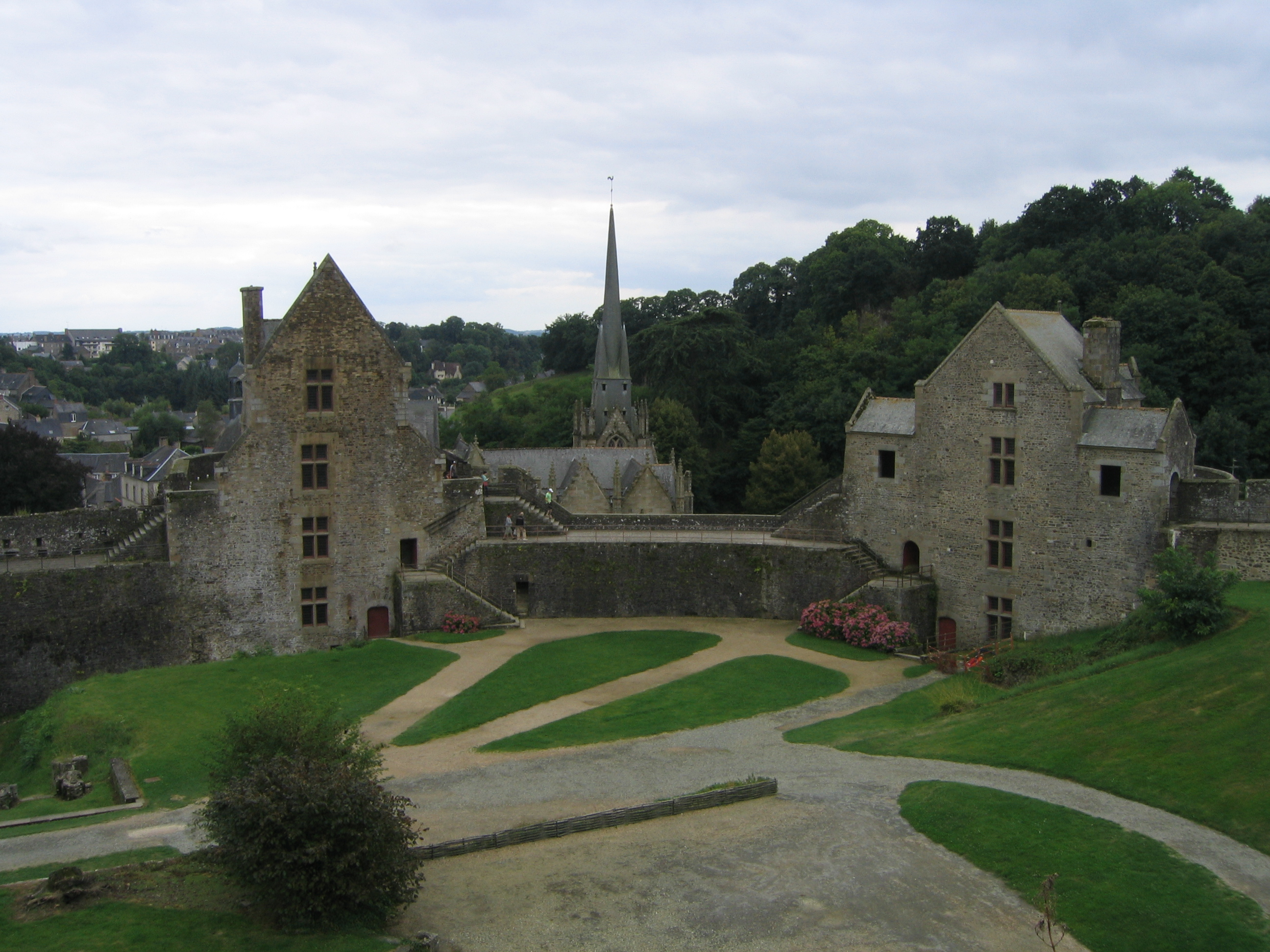
El patio interior con las torres Suriennes y Raoul. En arrière plan. Por detrás, la iglesia Saint-Sulpice
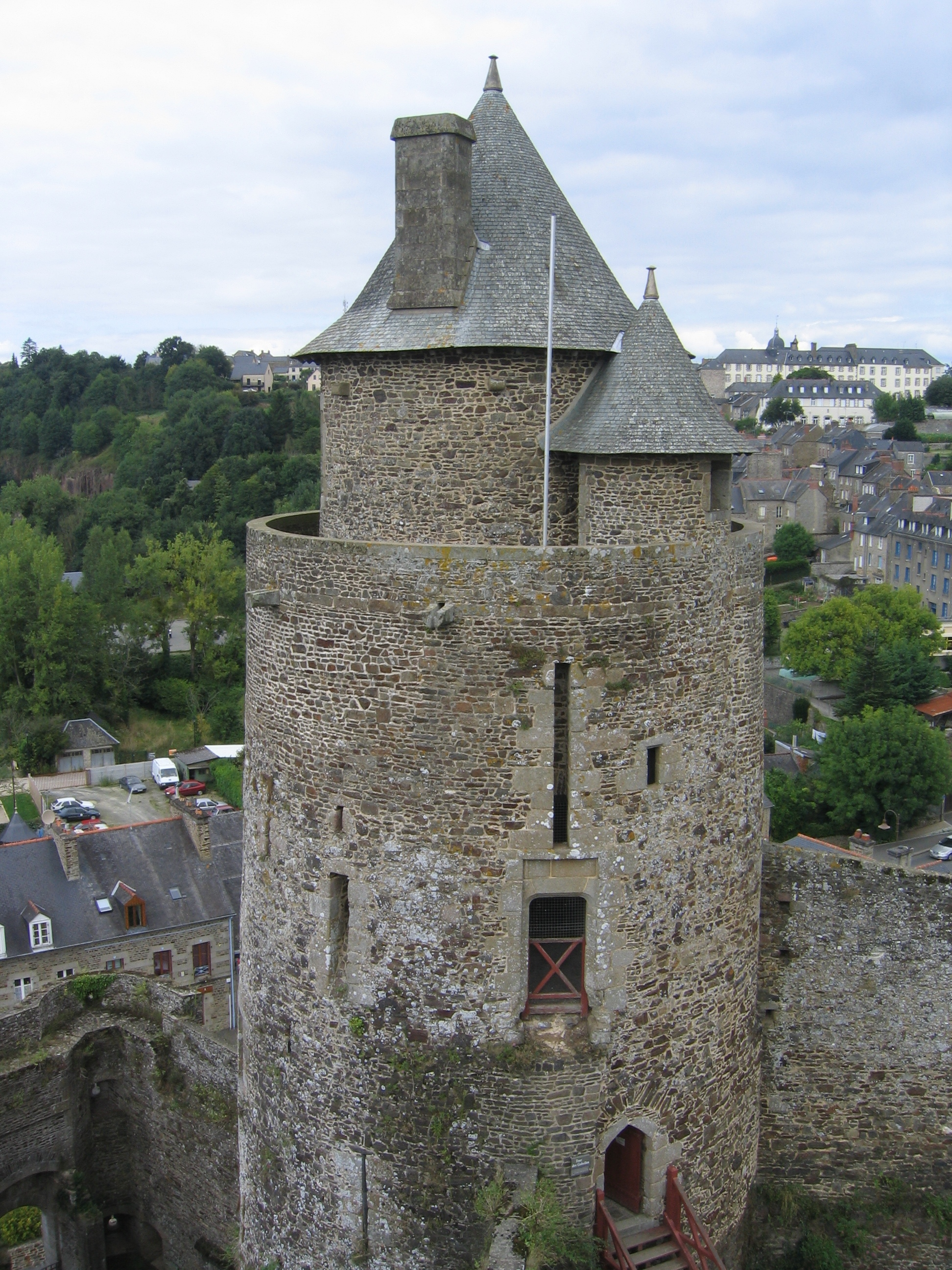
La torre del gobelino
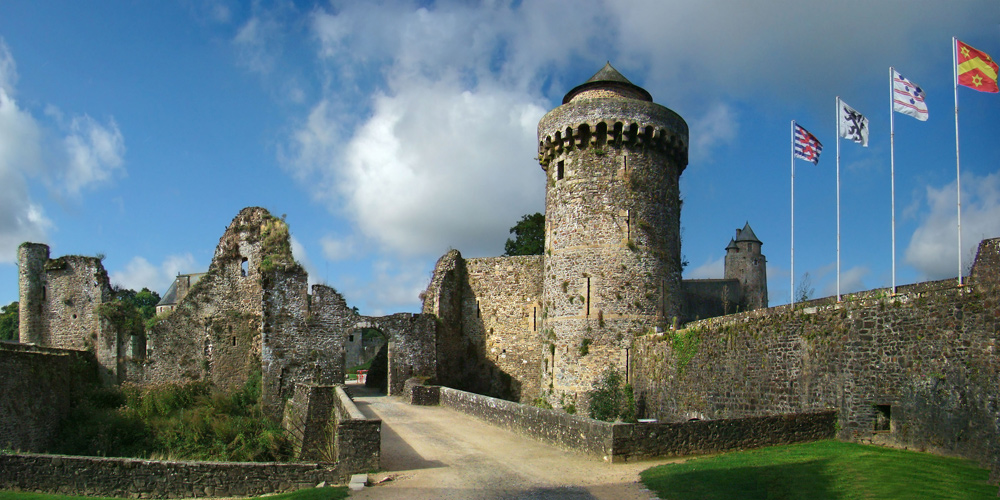
El «avancée»
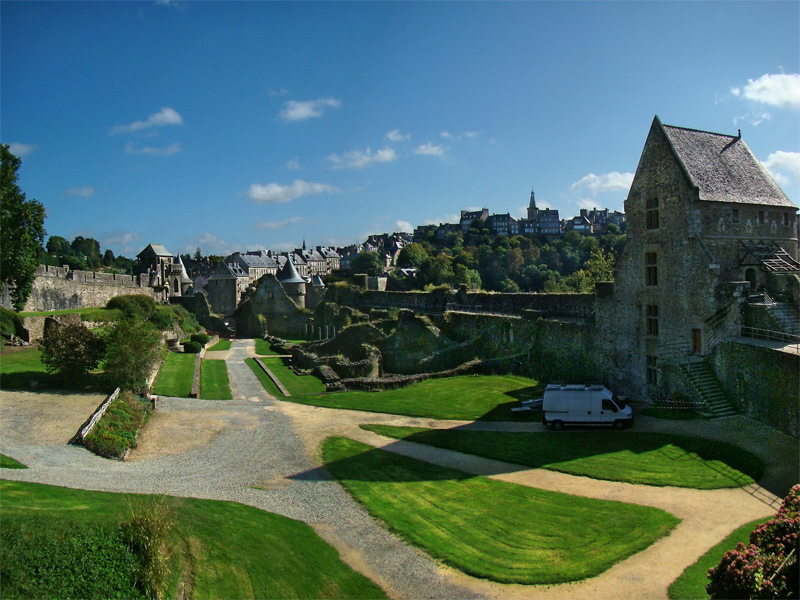
La «basse-cour»